# صفي أباد (زيارت)
صفي أباد (بالفارسية: صفی‌آباد) هي قرية تقع في إيران في Ziarat Rural District. يقدر عدد سكانها بـ 49 نسمة بحسب إحصاء 2016.